# Епархия Халлама
Епархия Халлама — римско-католический диоцез с центром в городе Шеффилд графства Саут-Йоркшир в Англии.

## История
Диоцез основан 30 мая 1980 года, отделившись от епархии Лидса и епархии Ноттингема. Диоцез входит в провинцию Ливерпуля.   
Площадь диоцеза составляет 1030 км² и включает графства: Саут-Йоркшир, частично Дербишир и частично Ноттингемшир. Диоцез насчитывает 7 деканатов и 65 приходов. Кафедральный собор — собор Святой Марии на Норфолк-стрит в центре Шеффилда. 

## Ординарии епархии
- епископ Джерард Моверли (30 мая 1980 — 9 июля 1996)
- епископ Джон Роусторн (4 июня 1997 — 20 мая 2014)
- епископ Ральф Хескетт, C.SS.R. (с 10 июля 2014)